# Minervois (Landschaft)

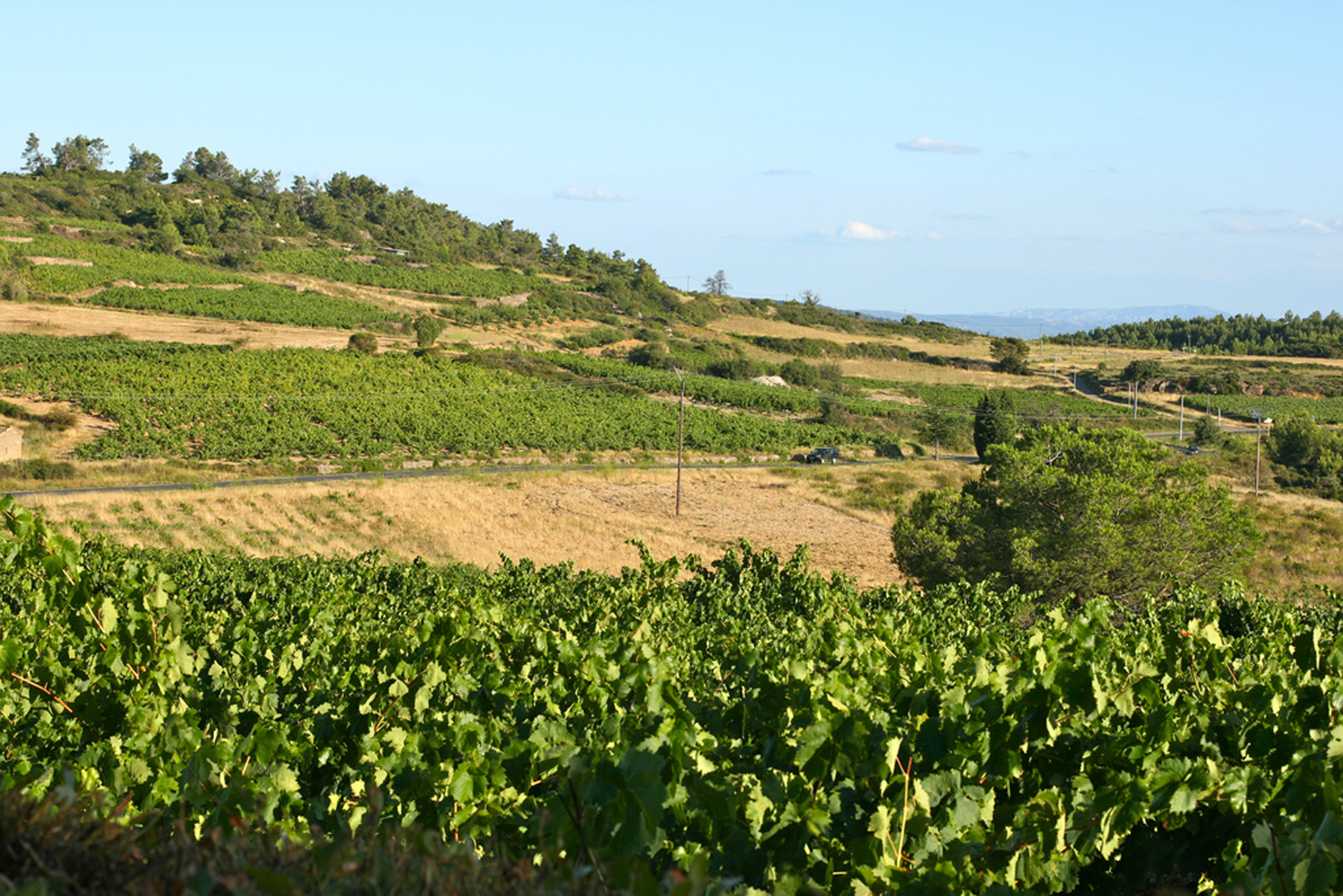
Weinlandschaft im Minervois

Das Minervois (okzitanisch Menerbés) ist eine Kultur- und Weinlandschaft im Süden Frankreichs (Languedoc), die nach dem Ort Minerve benannt ist.

## Lage
Das Minervois umfasst Teile der Départements Aude und Hérault und wird im Norden begrenzt von den südwestlichen Ausläufern des Zentralmassivs (Montagne Noire und Causses). Im Süden bilden der Fluss Aude und der Canal du Midi die Grenze; weiter südlich liegen die Corbières (Bergland), ein bergiges Gebiet mit vielen Schluchten. Im Osten öffnet sich das Minervois zu den Küstenebenen des Mittelmeers und im Westen in das Gebiet um Carcassonne.

## Wirtschaft

### Weinbau und Handel
In der Region des Minervois wird schon seit der Antike bzw. seit gallorömischer Zeit Weinbau betrieben.
Aufgrund seiner Lage an der einzigen Ost-West-Verbindung im Süden Frankreichs sollte man erwarten, dass der Handel oder aber die Versorgung der durchreisenden Händler eine größere Rolle gespielt hätte, doch es gibt keine größere Stadt, d. h. kein wirtschaftliches oder kulturelles Zentrum im Minervois.

### Tourismus
Orte wie Rieux-Minervois und Caunes-Minervois lagen an einer Nebenstrecke des mittelalterlichen Pilgerwegs nach Santiago de Compostela (Via Tolosana).
Die herbstliche Weinlese hat immer schon Menschen aus anderen Regionen Frankreichs in das Minervois gelockt. Seit den 1970er und 1980er Jahren spielt der Tourismus eine wichtige Bedeutung im Wirtschaftsleben der Dörfer und Kleinstädte des Minervois. Ferienhäuser (gîtes) sowie kleine Pensionen und Hotels finden sich allerorten, ohne dass die Landschaft zersiedelt worden wäre oder das Leben der Bewohner sich in hohem Maße verändert hätte, denn es sind vor allem Franzosen, die hier ihren Urlaub verbringen.

## Städte und Dörfer
Die größte Stadt im Minervois ist Rieux-Minervois mit etwa 2000 Einwohnern, danach folgen Caunes-Minervois und Olonzac mit jeweils etwa 1500 Einwohnern. Die Einwohnerzahlen der meisten Orte bewegen sich in der Größenordnung von 250 bis 500.

## Geschichte
Das Gebiet war schon in prähistorischer Zeit besiedelt, darauf deuten die vielen Dolmen bzw. Ganggräber (allées couvertes) aus der Zeit der Megalithkulturen hin. Auch Kleinfunde aus römischer und gallorömischer Zeit wurden gemacht.
Im Mittelalter waren die meisten Orte durch Stadtmauern befestigt, denn Übergriffe gab es erfahrungsgemäß immer mal wieder. Doch nur einmal in seiner Geschichte, nämlich in der Zeit der Albigenserkriege, hat das Minervois eine wichtige geschichtliche Rolle gespielt. Minerve bildete einen der letzten Rückzugsorte der Katharer bis zur Belagerung und dramatischen Eroberung der Stadt im Sommer des Jahres 1210 durch die Truppen Simon de Montforts. In Caunes wurde im Jahre 1226 Pierre Isarn, einer der letzten Albigenser-Bischöfe, auf dem Scheiterhaufen verbrannt.
Während sich der Hundertjährige Krieg (1337–1453) zwischen Engländern und Franzosen – abgesehen vom Überraschungsfeldzug des 'Schwarzen Prinzen' (Edward of Woodstock) nach Narbonne (1355), bei dem Pépieux gebrandschatzt wurde – mehr im Südwesten Frankreichs abspielte, brachte die Zeit der Hugenottenkriege (1562–1598) Aufruhr und Zerstörung auch in die Landschaft des Minervois.
Aus der Zeit der Französischen Revolution hört man – wie auch aus anderen ländlichen Regionen Frankreichs – kaum Nachrichten aus dem Minervois; von gegenseitigen Denunziationen oder gar von Hinrichtungen auf der Guillotine ist nichts bekannt.

## Sehenswürdigkeiten

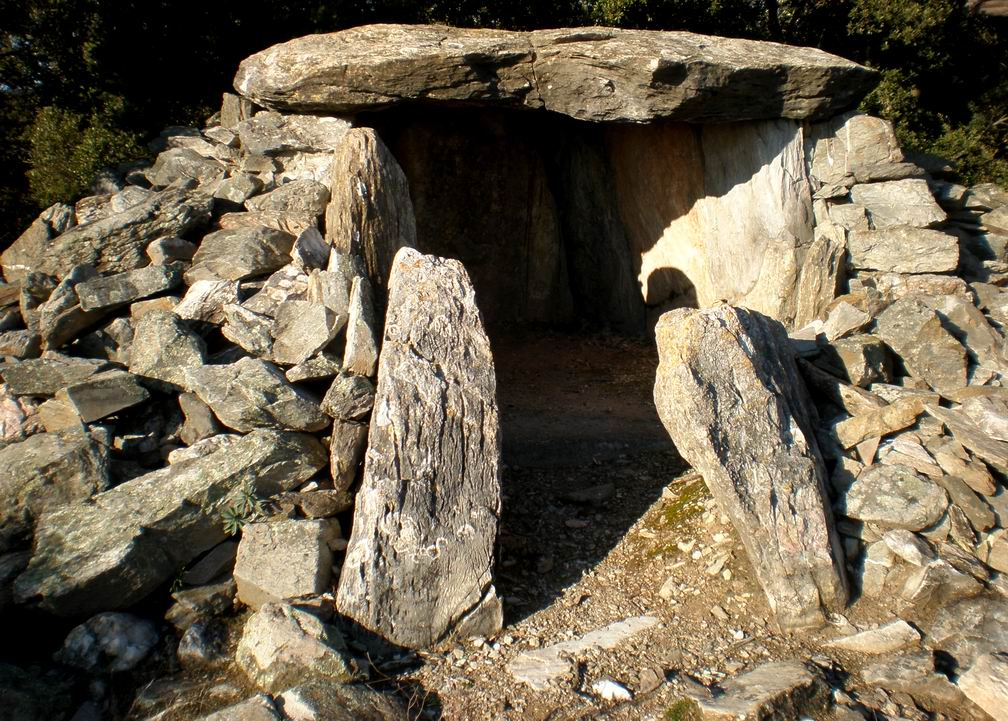
Dolmen 'Palet de Roland' bei Villeneuve

Das Minervois ist – trotz des Nichtvorhandenseins einer bedeutenden geschichtliche Rolle und eines kulturellen Zentrums – reich an Sehenswürdigkeiten:

### Dolmen
- Dolmen Lo Morrel dos Fados bei Pépieux
- Dolmen bei Villeneuve-Minervois
- Ganggrab bei Laure-Minervois

### Romanik

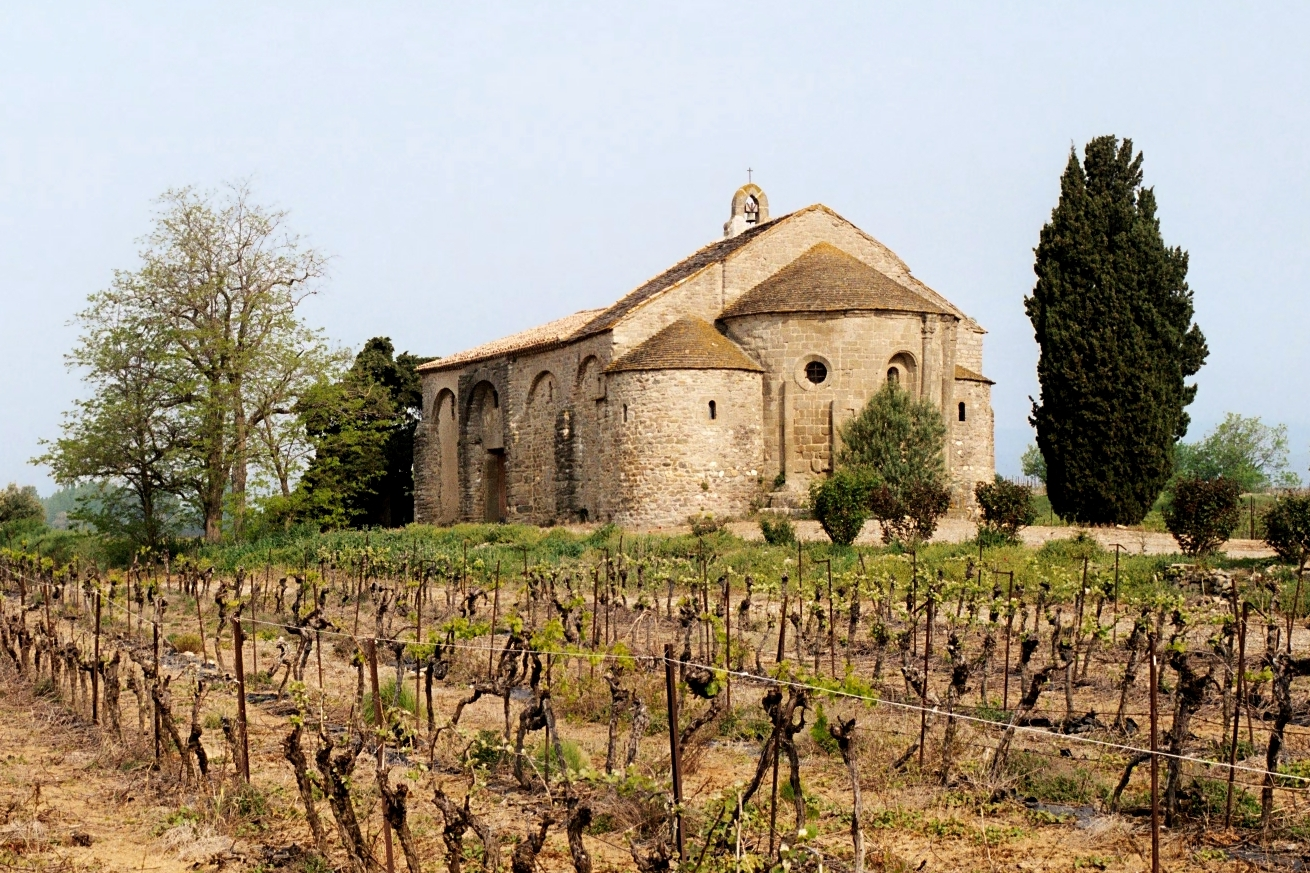
Chapelle St-Étienne-de-Tersan bei Azille

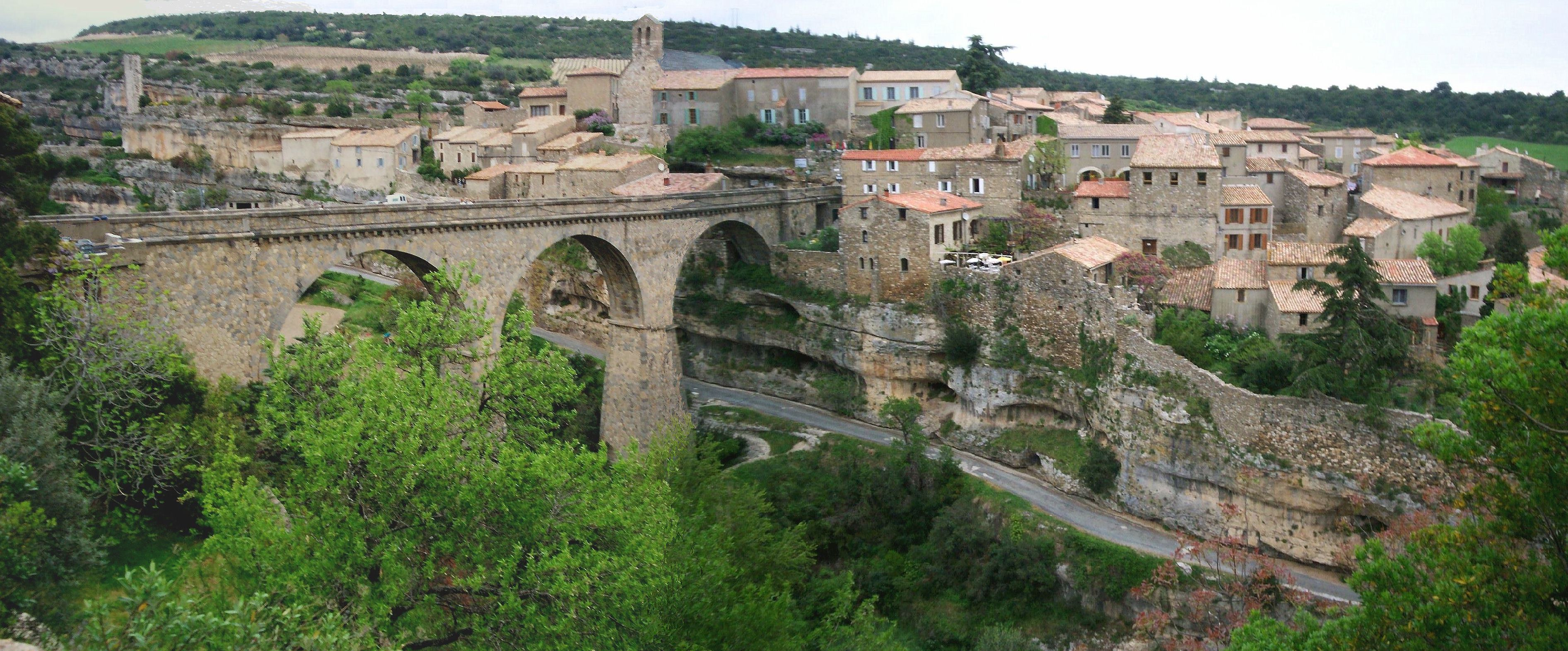
Minerve – Ortsansicht

- Kirche Notre-Dame de l’Assomption in Rieux-Minervois
- Abteikirche St-Pierre et St-Paul de Caunes-Minervois
- Kirche St-Germain bei Cesseras
- Kapelle St-Étienne-de-Tersan bei Azille
- Kirche St-Martin in Beaufort (Hérault)

### Gotik
- Kirche St-Étienne in Pépieux
- Kirche St-Jean-Baptiste in Laure-Minervois
- Kirche St-Geniès in Cesseras

### Orte
- Minerve, eines der 'schönsten Dörfer Frankreichs'
- Azillanet, ein kleiner Weinort